# Kościół Ducha Świętego w Żehrze
Kościół Ducha Świętego (słow. Kostol Ducha Svätého) – świątynia znajdująca się we wsi Žehra w powiecie Nowa Wieś Spiska w Kraju koszyckim na Słowacji.

## Opis architektoniczny
Kościół wzniesiony został w drugiej połowie XIII wieku ze spiskiego trawertynu.  Łączy w sobie cechy sztuki romańskiej i gotyckiej.  Jego znakiem rozpoznawczym są unikalne gotyckie malowidła ścienne. Świątynia jest jednym z dwunawowych kościołów spiskich. W 1245 roku prepozyt spiski Matej udzielił zgody na budowę kościoła z systemem umocnień. Trwała ona 30 lat (1245-1275). W późniejszym czasie dobudowano wieżę z kopułą w kształcie cebuli, a nawa kościoła otrzymała sklepienie podtrzymywane na środkowym filarze. W XIV i XV wieku ściany świątyni ozdobiono malowidłami ściennymi. W jej wnętrzu znajdują się freski, które pokrywają całe prezbiterium, łuk triumfalny i ścianę północną. Ponadto w kościele znajduje się XIII-wieczna kamienna chrzcielnica. W XVII wieku kościół posiadał barokowe wyposażenie. 
Jest wpisany na listę Narodowych Zabytków Kultury Słowacji, a od 1993 roku jest wpisany na listę UNESCO jako część Lewoczy, Zamku Spiskiego i okolicznych zabytków.